# Tommy Connors
Tommy Connors (Marrero, ...) è un ex giocatore di football americano e allenatore di football americano statunitense, che ha giocato come safety.
Dopo aver giocato per la squadra universitaria statunitense dei Southeastern Louisiana Lions passa a giocare per gli italiani Giants Bolzano, per poi avviare una carriera da allenatore.

## Palmarès
- 1 Mondiale (2011)